# Garamond
Garamond是一类西文衬线字体的总称，也是旧衬线体的代表字体。这个名字源于法国的一位铅字铸造师克洛德·加拉蒙。后来大部分被命名为Garamond的字体都是出自于另一位铅字铸造师——让·雅农（Jean Jannon）。Garamond和现在字体的直接关系可以从Sabon，Granjon和Adobe Garamond的衬线字中看出来。
Garamond在16世纪40年代开始流行。最初是从希腊字母字体中借鉴，为法国国王弗朗索瓦一世制作拉丁字母字体。后来法国的法院使用Garamond的衬线版来印刷，从此传向法国各地和整个西欧。Garamond应该是从阿尔杜斯·马努提乌斯的印刷所里参照了Venetian旧体。Garamond的小写字母参照了弗朗索瓦一世的书记员Angelo Vergecio的手写体。由于Garamond并没有制作斜体，因此斜体和大部分现代字体是基于加拉蒙德的助手罗伯特·格兰迪昂（Robert Grandjon）的斜体版本制作的。
Garamond的字型有着流动性和一致性，其最富特征的是小写字母a的小钩和字母e的小孔。高字母和顶端衬线有长斜面。

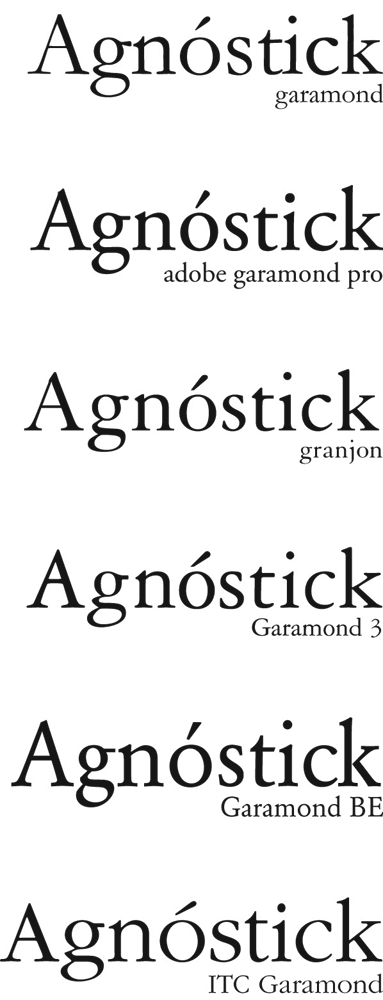
多种名为Garamond的字体的样本

Garamond的现代电子版本包括Adobe Garamond, Monotype Garamond, Simoncini Garamond，和Stempel Garamond。格兰迪昂字体（Grandjon）和Sabon（设计者是扬·奇肖尔德）一般也被归为Garamond类。托尼·斯坦（1917年－1988年）在1977年设计了一种称为ITC Garamond的字体。ITC Garamond的设计与其他电子版本不同的是，它与International Typeface Corporation（ITC）公司合作，在遵循Garamond原有的设计规则下获得了更多的自由度，增加了x字高，并制作了从light到ultra bold的各种字重版本。

## 字体版本

EB Garamond 字体，由 Georg Duffner 设计，带有多种风格和字重。

garamondMonotype公司的Garamond。加农系。
adobe garamond proAdobe公司的Garamond。Garamond系。经过Robert Slimbach修改。
granjonGeorge W. Jones在Linotype公司发布的Garamond。Garamond系。
Garamond 3美国铅字所的Garamond。Garamond系。
Garamond BE贝尔特尔德的Garamond。应该是Garamond系。
ITC GaramondITC（International Type）的Garamond。加农系。
American GaramondBitstream公司的American Garamond。加农系。
Classical GaramondBitstream公司的Classical Garamond。加农系。
Original GaramondBitstream公司的Original Garamond。加农系。
Elegant GaramondBitstream公司的Elegant Garamond。加农系。
EB Garamond一个自由软件版本的 Garamond，带有丰富的OpenType字体特性，如小型大写字母和合字。